# MPEG-4 Partie 17
MPEG-4 Partie 17 ou MPEG-4 Timed Text est le format de sous-titres textuels pour MPEG-4. Il est également streamable, ce qui était un aspect important à la création du format. Il est surtout utilisé avec le format conteneur .mp4 mais peut également être utilisé avec le format conteneur 3gp (il est alors appelé 3GPP Timed Text). Ce dernier format est techniquement à peu près identique au .mp4 mais est plus utilisé dans les téléphones mobiles. 3GPP Timed Text est exactement la même chose que MPEG-4 Timed Text lorsqu'il est utilisé avec le conteneur .mp4.
QuickTime Pro peut créer ce type de flux de sous-titrage à partir de différents sous-titres. MPEG-4 Timed Text est basé sur le langage XML.

## Prises en charge logicielles
Le 7 octobre 2005, VideoLAN ajoute le support de sous-titres MPEG-4 Timed Text à VLC media player.
Le 30 octobre 2005, Gabest ajoute le support de sous-titres MPEG-4 Timed Text à Media Player Classic.